# Macrobrachium tenuipes
Macrobrachium tenuipes — вид прісноводних креветок родини креветових (Palaemonidae). Описаний у 2020 році.

## Поширення
Ендемік Китаю. Мешкає у карстових печерах в Гуансі-Чжуанському автономному районі на півдні країни.